# Працівник року (фільм)
«Працівник року» (фр. Irréductible, «нездоланний») — французький комедійний фільм 2022 року режисера Жерома Коммандера, ремейк італійського фільму «Quo vado?» (2015) Дженнаро Нунціанте. Автори сценарію — Жером Коммандер та Ксав'є Менгон. У головних ролях знялися сам Коммандер, Летиція Дош, Паскаль Арбійо та один із найвидатніших французьких коміків Крістіан Клав'є.
У 2022 році фільм був представлений на міжнародному фестивалі комедійного кіно Alpe d'Huez, де здобув головний приз. У широкий прокат у Франції фільм вийшов 29 червня 2022 року.

## Опис
Кілька поколінь родини Пельтьє були на державній службі. Але одного разу уряд запускає новий масштабний план реформування та економії, відтак інспектор міністерства Ізабель Баєнкур змушує піти у відставку Вінсента Пельтьє, непримітного державного службовця у відділі водопостачання та лісів міста Лімож. Вінсент відмовляється і хоче скористатися перевагами, пов'язаними з його статусом, включаючи «довічну» роботу. Зіткнувшись з його відмовою, наполеглива мадам Баєнкур все ж пробує змусити його піти. Тож Вінсента багато разів переводять, включно із посадою на Північному полюсі.

## Акторський склад
- Жером Коммандер — Вінсент Пельтьє
- Летиція Дош — Єва Бребан
- Паскаль Арбійо — Ізабель Баєнкур
- Ніколь Кальфан — Мартін Пельтьє
- Єва Дарлан — Монік, свекруха Вінсента
- Естебан — водій
- Жан-Марі Вінлінг — Жан-Поль Пельтьє
- Крістіан Клав'є — Мішель Гугна, профспілковий діяч
- Жерар Дармон — Розелін Башерон, міністр
- Валері Лемерсьє — директор Арктичного центру
- Малік Бенталха — директор в'язниці
- Жерар Депардьє — у ролі себе
- Анн-Софі Лапікс — у ролі себе

## Виробництво

### Ідея та сценарій
Комедія не є оригінальною ідеєю режисера. Це адаптація італійського фільму «Quo vado?», випущеного у 2015 році по інший бік Альп. В Італії комедія здобула гарний результат: понад 9 млн переглядів і 68 млн євро доходу, що перевищило навіть показники блокбастера «Зоряні війни: Пробудження Сили» 2015 року. Проте, за словами Коммандера, він переглянув сценарій, щоб адаптувати його до французької публіки та середовища, а також щоб врахувати суспільні зміни, які відбулися з часу написання оригінального сценарію приблизно у 2013 році: «Комедії повинні бути натхненні тим, що робиться, тим, що говорять, духом часу».

### Зйомки
Зйомки проходили, зокрема, у департаменті Верхня В'єнна (Лімож та його аеропорт «Лімож-Бельгард», який зображував шведський аеропорт; муніципалітети Сен-Прієст-су-Екс, Берсак-сюр-Ривальє та Вільфавар), у Парижі та столичному регіоні Іль-де-Франс (зокрема студії Saint-Ouen і будівля ESIEE Paris), в Альпах (курорт «Ле-Дез-Альп») і на острові Реюньйон в Індійському океані.

## Випуск
Прем'єра фільму спочатку планувалася на 30 березня 2022 року, але потім початок кінопрокату було перенесено на 29 червня.
В Україні фільм вийшов у прокат 1 вересня 2022 року.
29 жовтня 2022 фільм вийшов на DVD та Blu-Ray.